# Vladímir Smirnov (esquiador)
Vladímir Smirnov (en rus: Влади́мир Миха́йлович Смирно́в) (Sсhuchinsk, Unió Soviètica 1964) és un esquiador de fons kazakh que competí durant la dècada del 1980 i del 1990 per la Unió Soviètica, l'Equip Unificat i el Kazakhstan.

## Biografia
Va néixer el 7 de març de 1964 a la població de Sсhuchinsk, situada en aquells moments a la República Socialista Soviètica del Kazakhstan que formava part de la Unió Soviètica i que avui en dia forma part del Kazakhstan.

## Carrera esportiva
Membre de les forces armades va participar en els Jocs Olímpics d'Hivern de 1988 realitzats a Calgary (Canadà), on aconseguí guanyar en representació de la Unió Soviètica la medalla de plata en les proves dels 30 km i dels relleus 4x10 km i la medalla de bronze en la prova dels 15 quilòmetres. En els Jocs Olímpics d'Hivern de 1992 realitzats a Albertville (França) i en representació de l'Equip Unificat finalitzà cinquè en la prova de relleus 4x10 km, vuitè en la persecució 10/15 km, novè en els 30 km, tretzè en els 10 km i trenta-cinquè en els 50 quilòmetres. En els Jocs Olímpics d'Hivern de 1994 realitzats a Lillehammer (Noruega) i en representació del Kazakhstan aconseguí guanyar la medalla d'or en la prova dels 50 km i la medalla de plata en les proves dels 10 km i de la persecució 10/15 km, a més de finalitzar desè en els 30 quilòmetres. Finalment en els Jocs Olímpics d'Hivern de 1998 realitzats a Nagano (Japó) aconseguí guanyar la medalla de bronze en la persecució 10/15 km, a més de finalitzar quart en els 10 km, vuitè en els 50 km i dotzè en els 30 quilòmetres.
Al llarg de la seva carrera aconseguí guanyar onze medalles en el Campionat del Món d'esquí nòrdic, quatre medalles d'or, quatre medalles de plata i tres medalles de bronze.